# Jean Daniélou
Jean-Guinole-Marie Daniélou (ur. 14 maja 1905, Neuilly-sur-Seine, zm. 20 maja 1974, Paryż) – francuski historyk teologii, kardynał, jezuita, pionier odnowy teologii katolickiej przez powrót do źródeł biblijnych.

## Życie
Syn Madeleine Clamorgan i Charles’a Daniélou, polityka i ministra zdrowia Francji. W 1927 wstąpił do zakonu jezuitów. Po jedenastu latach, 20 sierpnia 1938 przyjął święcenia kapłańskie. Studiował na Sorbonie, uzyskując tytuł docteur dès lettres. W Instytucie Katolickim w Paryżu obronił doktorat z teologii. W tej uczelni też w 1943 został profesorem historii początków chrześcijaństwa. W tym samym roku, razem z Henri de Lubakiem i dwoma innymi jezuitami zainicjował wydawanie serii patrystycznej Sources chrétiennes. W 1962 został ekspertem Soboru Watykańskiego II. Po kilkukrotnych odmowach został w 1969 biskupem i kardynałem (jednocześnie arcybiskupem tytularnym Taorminy), a w 1972 członkiem Akademii Francuskiej.
Badał wpływ judaizmu i hellenizmu na powstawanie chrześcijaństwa. Zajmował się teologią historii. Zdaniem Daniélou Bóg prowadzi dialog z ludzkością, tworząc ciąg zdarzeń stosowny do okoliczności dziejowych, który zmierza ku zbawieniu.

## Śmierć
Jean Daniélou zmarł 20 maja 1974 roku, w mieszkaniu „Mimi” Santoni, prostytutki z ulicy Dulong w Paryżu. Według niektórych źródeł, po przybyciu na miejsce karetki pogotowia był całkowicie rozebrany (policyjny raport natomiast mówi o rozerwanej na piersiach koszuli, co wyklucza nagość). Niepotwierdzone opinie mówią że przyczyną śmierci kardynała był zawał serca podczas orgazmu; zakon jezuitów, zaraz po tym zdarzeniu przedstawił na łamach „Le Figaro” inną wersję wydarzeń. Ich zdaniem Daniélou odwiedził prostytutkę, aby wesprzeć ją finansowo i przekazał jej pieniądze na wyjście jej męża z więzienia za kaucją, a odszedł „w apostolskiej epektasis, na spotkanie Boga żywego”. Podobnie sprawę tłumaczył kardynał Giovanni Battista Re, bliski współpracownik Jana Pawła II i kardynał Paul Poupard, przyjaciel Daniélou. Ich zdaniem ten udał się do prostytutki, by „odkupić jej grzechy” i „ocalić jej duszę”. Jego brat Alain nazwał oskarżenia o niemoralne życie „pośmiertną vendettą”

## Rodzina
Brat Jeana Daniélou, Alain, był znanym hinduistą. Był również homoseksualistą i żył w długotrwałym związku ze szwajcarskim fotografem Raymondem Burnierem. Kardynał starał się wspierać brata, także w wymiarze religijnym – od 1943 roku co miesiąc odprawiał msze dla homoseksualistów.

## Prace teologiczne

### Główne wydawnictwa książkowe
- Le Signe du Temple (1942), przekł. polski: Znak Świątyni, czyli o obecności Boga, w: Trójca Święta i tajemnica egzystencji, tłum. M. Tarnowska, Kraków: Znak 1994, s. 77–134 ISBN 83-7006-227-X.
- Platonisme et théologie mystique. Essai sur la spiritualité de Saint Grégoire de Nysse (1944)
- Le mystère du salut des nations (1946)
- Le mystère de l’avent (1948)
- Origène (1949)
- Sacramentum futuri. Études sur les origines de la typologie biblique (1950)
- Bible et liturgie: la theologie biblique des Sacrements et des fetes d’apres les Peres de l’Eglise (1951)
- Les anges et leur mission: d’aprés les Pères de l’Église (1952)
- Essai sur le mystère de l’histoire (1953)
- L’eglise d’orient a la fin du IV siecle (1954)
- Dieu et nous (1956), wydanie polskie: Bóg i my, w: Bóg i my. W stronę Chrystusa, Aniela Urbanowicz (przekład), Kraków: Znak 1965, s. 7–157.
- Aproches du Christ, wydanie polskie: W stronę Chrystusa, w: Bóg i my. W stronę Chrystusa, Aniela Urbanowicz (przekład), Kraków: Znak 1965, s. 159–334.
- Les saints paiens de l’ancien testament (1956)
- Les manuscrits de la Mer Morte et les origines du christianisme (1957)
- Philon d’Alexandrie (1958)
- Seria: Historia doktryn chrześcijańskich przed Niceą (Histoire des doctrines chrétiennes avant Nicée):

(1) Théologie du Judéo-Christianisme (1958 i 1974); wydanie polskie: Teologia judeochrześcijańska. Historia doktryn chrześcijańskich przed Soborem Nicejskim. ks. Stanisław Basista (przekład). Wydawnictwo WAM Seria „Myśl Teologiczna” 39, Kraków 2002, s. 479. ISBN 83-7318-044-3.
(2) Message évangélique et culture hellénistique au IIe et IIIe siècles (1961)
(3) Les origines du christianisme Latin (1970)
- Wspólnie z I. Marrou: Historia Kościoła. M. Tarnowska (przekład), R. Aubert (wprowadzenie). T. 1: Od początku do roku 600. Warszawa: IW PAX, 1986. ISBN 83-211-0577-7. Brak numerów stron w książce
- Le chrétien et le monde moderne (1959)
- Scandaleuse vérité (1961)
- Les symboles chrétiens primitifs (1961)
- Au commencement: Genèse 1-11 (1963)
- Les juifs: dialogue entre Jean Daniélou et André Chouraqui (1966)
- La Trinité et le mystère de l’existence (1968), przekł. polski: Trójca Święta i tajemnica egzystencji, tłum. M. Tarnowska w:Trójca Święta i tajemnica egzystencji, Kraków: Znak 1994, s. 15–75 ISBN 83-7006-227-X.
- La crise actuelle de l’intelligence (1969)
- La Résurrection (1969)
- L'être et le temps chez Grégoire de Nysse (1970)
- Pourquoi l’Eglise? (1972)
- Et qui est mon prochain?: mémoires (1974)

### Artykuły w j. polskim
- Bóg filozofów, „Znak” nr 6(1947)
- Duch misyjny, „Znak” nr 63 (1959)
- Znaczenie Teilharda de Chardin, „Znak” nr 95 (1962)
- W poszukiwaniu stylu, „Znak” nr 111 (1963)
- Figura i wydarzenie u Melitona z Sardes, „Studia Biblijne i Archeologiczne”, Poznań 1963
- Ojcowie Kościoła a jedność chrześcijan, w: Sz. Pieszczoch, Patrologia, Poznań 1964.